# Hemiberlesia elegans
Hemiberlesia elegans är en insektsart som först beskrevs av Karl Hermann Leonhard Lindinger 1913.  Hemiberlesia elegans ingår i släktet Hemiberlesia och familjen pansarsköldlöss.
Artens utbredningsområde är Tanzania. Inga underarter finns listade i Catalogue of Life.